# L'Agent invisible
Série
Le Retour de l'homme invisible
(1940) La Vengeance de l'homme invisible
(1944)
Pour plus de détails, voir Fiche technique et Distribution.
L'Agent invisible (ou L'Agent invisible contre la Gestapo pour sa sortie DVD) (Invisible agent) est un film américain réalisé par Edwin L. Marin, sorti en 1942. Ce film est le quatrième sur le sujet de l'invisibilité.  Le troisième film, La Femme invisible étant totalement indépendant des autres films, on peut considérer celui-ci comme la seconde suite du film original puisque le héros est le descendant du premier homme invisible. En effet il se fait appeler Frank Raymond mais son véritable nom est Frank Griffin.
Le film fait partie de la série des Universal Monsters.

## Synopsis
Frank Griffin, le petit-fils de «l'homme invisible», vit sous une fausse identité à New York. Mais il est repéré par deux agents ennemis, le baron japonais Ikito et l'allemand Conrad Stauffer. Ceux-ci veulent à tout prix mettre la main sur la  formule permettant de devenir invisible. Frank parvient à leur échapper et se met alors au service des Alliés. Parachuté sur Berlin, il a pour mission d'aider au démantèlement d'un réseau d'espions infiltrés aux Etats-Unis.

## Fiche technique
- Titre français : L'Agent Invisible
- Titre français (en DVD) : L'Agent invisible contre la Gestapo
- Titre original : Invisible Agent
- Réalisation : Edwin L. Marin
- Scénario : H. G. Wells et Curt Siodmak
- Montage : Edward Curtiss
- Production : George Waggner
- Société de production : Universal Pictures
- Distribution :  États-Unis : Universal Pictures
- Budget : 322 000 $ (environ)
- Pays de production :  États-Unis
- Langue : anglais
- Format : Noir et blanc - Son : Monophonique (Western Electric Recording) - 1,37:1 - Format 35 mm
- Genre : Film d'horreur
- Durée : 81 minutes
- Dates de sortie : 
  - États-Unis : 7 aout 1942
  - France : 14 décembre 1949

## Distribution
- Ilona Massey : Maria Sorenson
- Jon Hall : Frank Raymond
- Peter Lorre : Baron Ikito
- Cedric Hardwicke : Conrad Stauffer
- J. Edward Bromberg : Karl Heiser
- Albert Bassermann : Arnold Schmidt
- John Litel : John Gardiner
- Holmes Herbert : Alfred Spencer
- Keye Luke : Surgeon
- Wolfgang Zilzer : Von Porten

## Autour du film

### Série de films
- L'Homme invisible  (1933)
- Le Retour de l'homme invisible
- La Femme invisible.
- La Vengeance de l'homme invisible